# هشام كمال الدين الحناوي
هشام كمال الدين الحناوي (مواليد 19 ديسمبر 1955، المنصورة) هو عالم عنكبوتيات مصري.

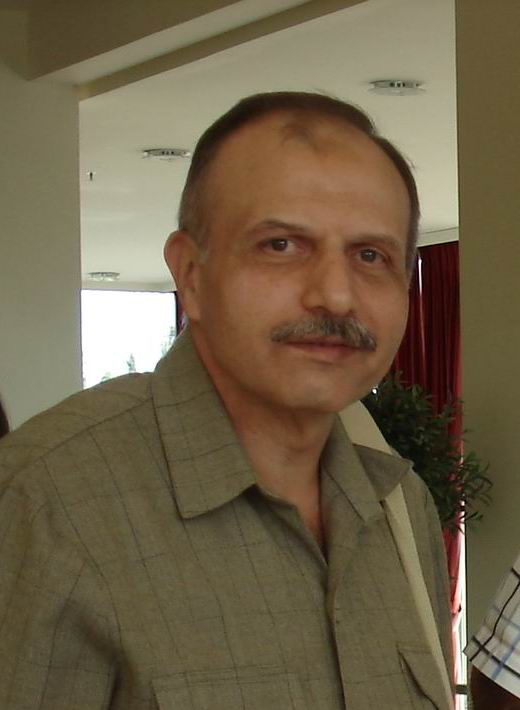
هشام كمال الدين الحناوى في مؤتمر الجمعية الأوروبية للعنكبيات سنة 2009 في ألكسندروبولى باليونان

## النشأة والدراسة والعمل
وُلد في مدينة المنصورة بمحافظة الدقهلية شمال مصر بتاريخ 19 ديسمبر 1955 ميلادية. أبوه كمال الدين محمد الحناوى (1920-2007) ضابط أديب شاعر صحفى سياسى من الضباط الأحرار الذين قاموا بثورة 23 يولية 1952 التي غيرت مجرى الأمور في مصر وخلصتها من الاستعمار البريطانى وحكم الأسرة العلوية. وجده الشاعر الصحفى الأديب محمد أحمد الحناوى  (1902-1991) وكلاهما من مواليد كفر الشيخ خليل مركز شبين الكوم بمحافظة المنوفية. كان ميلاده في المنصورة بلد أمه من عائلة السراج. نشأ في مدينة القاهرة وتعلم في مدارسها الحكومية ثم كلية العلوم جامعة عين شمس ليتخرج سنة 1976 من قسمى علم الحيوان والكيمياء. التحق بأكاديمية الشرطة، كلية الضباط المتخصصين ليعمل بعد تخرجه منها في مصلحة تحقيق الأدلة الجنائية منذ 1978 حتى سنة 2000. وتخصص في كشف التزوير والتزييف ليصبح أول مدير لإدارة فحص المستندات في أواخر سنوات خدمته الحكومية. فضل التقاعد سنة 2000 لأسباب صحية (أصيب بمرض التصلب المتعدد MS في الجهاز العصبى المركزى CNS ، والذى لم يكتشف عنده إلا بعد هجمتين الأولى في نوفمبر 1992 ولم يتم تشخيصها ، والثانية في مايو 1995) وحتى يكرس وقته للبحث العلمي. وما زال يقوم بالعمل الاستشارى في مجال تخصصه بجانب التدريس في العديد من مراكز التدريب داخل مصر وخارجها.

## دراسة العنكبيات
اهتم بدراسة الكائنات الحية منذ الطفولة واصطحاب والدته له في حديقة الحيوان التي حببته في الكائنات الحية الشئ الذي نماه فيه أبوه وشجعه عليه مع اجتذابه لكل نواحى المعرفة من علم وأدب وفنون. ورغم ميوله الأدبية وعشقه للموسيقى الكلاسيكية اجتذبه علم الأحياء متمثلاً في القراءة وتربية أنواع مختلفة من الكائنات الحية بين ثدييات وطيور وأسماك وزواحف وحشرات وعناكب ورخويات وطحالب ونباتات مع تدوين ملاحظات عن بعضها منذ فترة الصبا. وأول ملاحظاته المدونة عن العناكب كانت في المرحلة الثانوية. بحث عن أستاذ في مجال دراسة العناكب فاكتشف أن عليه الاعتماد على النفس فقام بالبحث وحده منذ البداية ولم تتح له فرصة الدراسة خارج مصر فكان مرجعه الأبحاث المنشورة في هذا المجال وبدأ الاتصال بالعلماء والباحثين من شتى الدول طلباً لأبحاثهم.

## واشترك في عدة جمعيات علمية أهمها
1. الجمعية الدولية للعنكبيات ( International Society of Arachnology, ISA) منذ 1979، وهو مراسل الجمعية عن مصر وعضو اللجنة الدولية للجمعية.
2. الجمعية البريطانية للعنكبيات (British Arachnological Society ) منذ 1979.
3. الجمعية الأسترالية للعنكبيات (Australasian Arachnological Society ) منذ 1980.
4. الجمعية المصرية لعلم الحشرات منذ 1980.
5. نادى العنكبوت في جنوب أفريقيا (The Spider Club of Southern Africa) منذ 1982.
6. الجمعية الأمريكية للعنكبيات (American Arachnological Society ) منذ 1985.
7. جماعة دراسة العنكبيات في فرنسا (Groupe d'Etude des Arachnides) منذ 1991.
8. الجمعية الأوربية لعلم العنكبيات (European Society of Arachnology, ESA ) منذ 2000.
9. الجمعية الأسيوية لعلم العنكبيات (Asian Society of Arachnology) منذ 2015.

كما ساهم في تأسيس عدة جمعيات علمية مصرية. وشارك في عدة أنشطة داخلية وخارجية من ندوات ومؤتمرات منذ سنة 1982 حتى الآن، أهمها:
1. مؤتمر مصر القومى الأول لعلم الحشرات الذي عقدته الجمعية المصريـة لعلم الحشرات سنة 1982.
2. ومؤتمرات الجمعية الدولية لعلم العنكبيات: التاسع سنة 1983 في بنما، والثالث عشر في جنيف سنة 1995، والخامس عشر في جنوب أفريقيا سنة 2001، والسادس عشر في بلجيكا سنة 2004.
3. ومؤتمرات الجمعية الأوربية لعلم العنكبيات: السابع عشر في إدنبره سنة 1997، والثالث والعشرين في أسبانيا سنة 2006، والخامس والعشرين في اليونان سنة 2009.
4. والمؤتمر الأول للتنوع الحيوى في الشرق الأوسط سنة 2008.
5. والمؤتمر الثالث للجمعية الأسيوية لعلم العنكبيات سنة 2015.

وهذا بعدد من الأبحاث و«البوسترات».
1. قام بتحكيم عدد من الأبحاث الخاصة بدراسة العناكب والعقارب لعدة مجـلات علمية خارج مصر وداخلها.
2. يقوم بإصدار نشرة "سركت Serket” (The Arachnological Bulletin of North Africa and the Middle East ) على نفقته منذ سنة 1987 وحتى الآن.
3. قام بعدد كبير من الرحلات داخل مصر بهدف الاستكشاف وجمع عينات من العنكبيات المختلفة أهمها كان إلى وادى الريان ومحميات شمال وجنوب سيناء ومحميات الساحل الشمالي لمصر من رفح حتى العميد وكذا سيـوة ومناطق أخرى في وادى النيل، وبعض هذه الرحـلات لمحميات طبيعية كان بالتعاون مع وزارة البيئة. وكذا رحــلات خارج مصر أكثرها في دولة الأردن.
4. شارك في لجنة اليونـسكو لدراسة واحات مصر الشمالية منذ سنة 2002، والتي أدى نشاطـها إلى إعلان وادى الحيتان في الفيوم منطقة من مناطـق التراث العالمي منذ أغسطس 2005. وما زال النشاط مستمراً لدراسة منطقة جبل قطرانى المجاورة للوادى المذكور والغنية بالحفريات.
5. شارك في مشروع قاعدة بيانات عينات التنوع البيولوجى العربي في متاحف الـتاريخ الطبيعى الأجنبية (اليونسكو وجامعة القاهرة) منذ سنة 2004.
6. مؤسس وأمـين «مجموعة العنكبيات المصرية» في القاهرة منذ سنة 2004.
7. عضو اللجنة القومية للعلوم البيولوجية، بأكاديمية البحث العلمي والتكنولوجيا منذ سنة 2004، بترشيح من العالم الجليل الأستاذ الدكتور / عبد الحافظ حلمى محمد.
8. زار تركـيا بناء على دعوة الجمعية التركـية للعنكبيات سنة 2007.
9. زار السودان سنة 2008 بناء على دعوة متحف التاريخ الطبيعى – كلية العلوم - جامعة الخرطوم.
10. له عدد محدود من المقالات المنشـورة عن العنكـبيات، وساهم بإلقاء عـدة محاضرات عامـة عن العنكبيات في الجمعية المصريـة لعلم الحشرات، وجامعة قناة السويس ومركز بـحوث الصحراء، ومعهد وقاية النبات بوزارة الزراعـة وجامعة الأزهـر – فرع أسـيوط، وسـاقية الصاوى، وجامعة عين شمس، ومركز البيئة بسانت كاترين، وجـامعة الـخرطوم، وغيرها.
11. له 132 بحثاً منشوراّ منذ 1985 وحتى الآن في عدد من المجـلات العلمـية الدولية والمحلية وأعـمال بعض المؤتمرات.

## -وصف وشارك في وصف الأنواع التالية من العناكب (1-6) والعقارب (7-8)
1. Cheiracanthium siwi[3] El-Hennawy, 2001 - Egypt
2. Eresus algericus[4] El-Hennawy, 2004 - Algeria
3. Eresus jerbae[5] El-Hennawy, 2005 - Tunisia & Algeria
4. Nita elsaff[6] Huber & El-Hennawy, 2007 - Egypt & Uzbekistan. In addition to the new genus Nita[7]
5. Ninetis toliara[8] Huber & El-Hennawy, 2007 - Madagascar
6. Hersiliola eltigani[9] El-Hennawy, 2010 - Sudan & Burkina Faso
7. Leiurus aegyptiacus[10] Lourenço & El-Hennawy, 2021 - Egypt
8. Androctonus tibesti[11] Lourenço & El-Hennawy, 2022 - Libya

## الكتب
1. راجع «معجم مصطلحات علم الأحياء»[12] لكمال الدين الحناوى المنشور سنة 1987.[13]
2. له كتاب «العنكبيات المصرية» الذي نشرته وزارة الدولة لشئون البيئة سنة 2002.
3. أعاد نشر لوحات العنكبيات من كتاب ” وصف مـصر ” والتعليق عليها في ثلاثة أعداد من نشرة سركـت سـنة 1993. وقام بمراجعة واستكمال ترجمة هذا التعليق في الجزئين رقم 30 و35 من ترجـمة «موسوعة وصف مصر» التي نشرتها مكتبة الأسرة سنة 2005 (الهيئة المصرية العامة للكتاب - القاهرة).
4. كما ترجم كتابين هما:
  1. «توت عنخ آمون، من عبادة آمون إلى عبادة آتون إلى التوحيد في مصر القديمة» سنة 2003. (نشر المكتبة الأكاديمية - ISBN 977-281-221-5)
  2. «حجر رشيد وكشف أسرار اللغة المصرية القديمة»[14] سنة 2005. (نشر المكتبة الأكاديمية - ISBN 977-281-272-X)
5. وألف ونشر على نفقته الخاصة كتاب «الهيروغليفية للناشئين» سنة 2004، ثم أضاف له وترجمه ونشره باللغات الإنجليزية والأسبانية والألمانية سنة 2005، ثم الفرنسية سنة 2006.

## التكريم
1. أطلق العالم الفرنسي Wilson Lourenço اسمه على نوع جديد من العقارب سنة 2005 فسماه: Buthus elhennawyi. وذلك تقديراً لدوره في دراسة العقارب في شمال أفريقيا.
2. كما أطلق اسمه على نوعين من العناكب سنة 2023 هما Oedignatha elhennawyi[15] Sherwood, 2023 و Eresus elhennawyi[16] Řezáč, Vaněk & Střeštík, 2023.
3. قدره العالم الجليل الأستاذ الدكتور / محمد عبد الفتاح القصاص في كتابه «خطى في القرن العشرين وما بعده» سنة 2008 (ص 201-202)، فقال عنه أنه «خبير مصر الأكبر في مجموعات العناكب والعقارب، وقد جعل من نفسه ومن بيته مؤسسة علمية ذات قدر، يجمع العينات ويعمل على تصنيفها، ويراسل المراكز العلمية في أوروبا وأمريكا، ويصدر دورية علمية معترف بها لنشر بحوث ودراسات هذه المجموعة من الحيوانات، ويلجأ إليه طلاب الدراسات العليا والبحوث في الجامعات المصرية للاسترشاد والاستعانة. ترك عمله في البوليس وتفرغ – دون عون أو رعاية من أحد – لعمله العلمى، وبقى نموذجاً للمصريين القادرين على التحدى.»